# Kisangani Bangoka flygplats
Kisangani Bangoka flygplats (franska: Aéroport international de Kisangani Bangoka) är en flygplats vid staden Kisangani i Kongo-Kinshasa. Den ligger i provinsen Tshopo, i den centrala delen av landet, 1 200 km öster om huvudstaden Kinshasa. Kisangani Bangoka flygplats ligger 393 meter över havet. IATA-koden är FKI och ICAO-koden FZIC. Kisangani Bangoka flygplats hade 3 815 starter och landningar (varav 3 500 inrikes) med totalt 67 375 passagerare (varav 65 217 inrikes), 1 850 ton inkommande frakt (varav 1 824 ton inrikes) och 1 663 ton utgående frakt (varav 1 579 ton inrikes) 2015. Flygplatsen invigdes 1978 och har ersatt Kisangani Simi-Simi flygplats som Kisanganis huvudflygplats.